# Perville
Perville ist eine französische Gemeinde im Département Tarn-et-Garonne in der Region Okzitanien. Sie gehört zum Kanton Valence und zum Arrondissement Castelsarrasin. 
Nachbargemeinden sind Tayrac im Nordwesten, Saint-Maurin im Norden, Montjoi im Nordosten, Castelsagrat im Osten, Gasques im Südosten, Grayssas im Süden, Saint-Urcisse im Südwesten und Puymirol im Westen.

## Bevölkerungsentwicklung
| Jahr      | 1962 | 1968 | 1975 | 1982 | 1990 | 1999 | 2007 | 2015 |
| --------- | ---- | ---- | ---- | ---- | ---- | ---- | ---- | ---- |
| Einwohner | 128  | 130  | 103  | 126  | 110  | 113  | 110  | 126  |

## Sehenswürdigkeiten

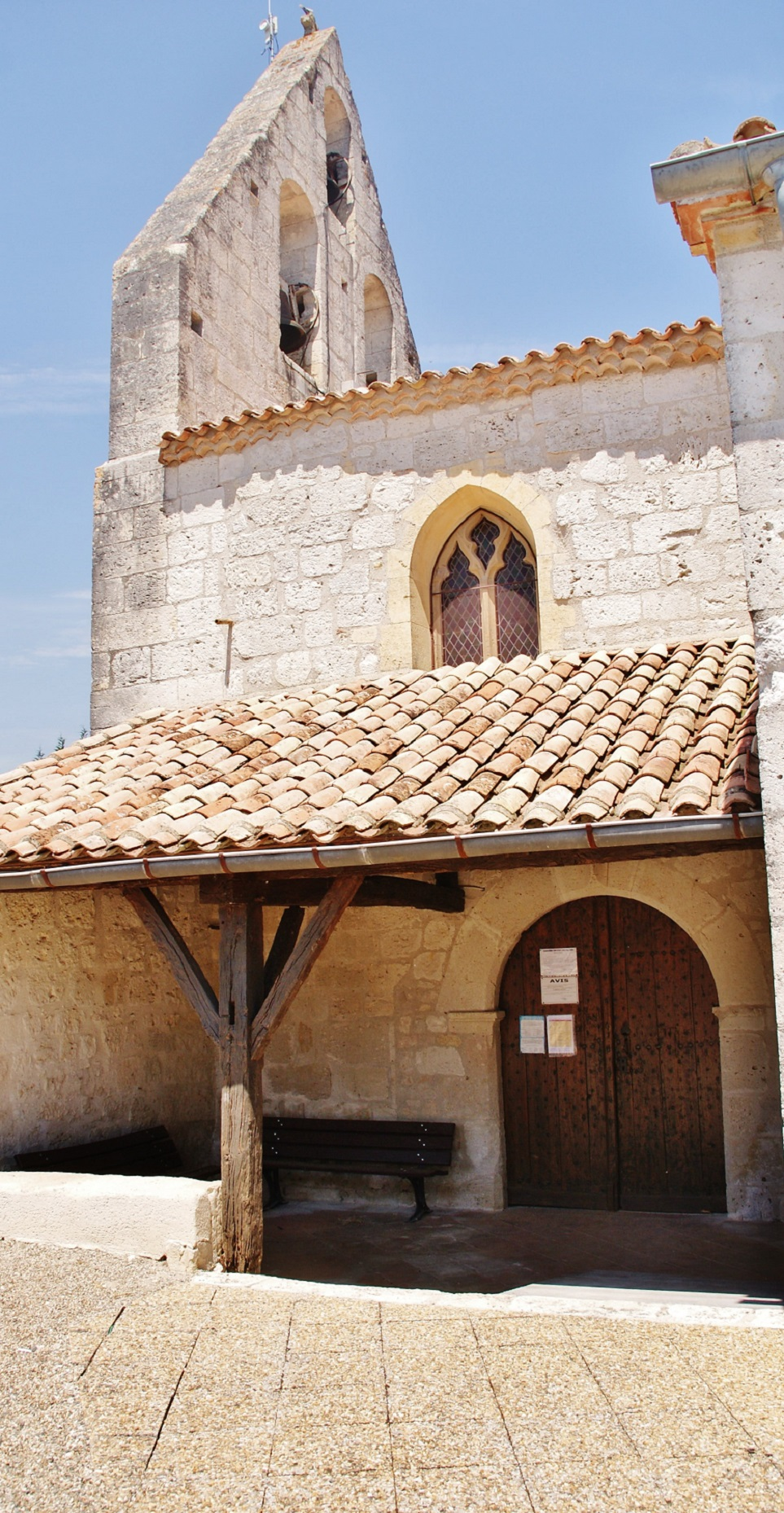
Église de la Nativité de Notre-Dame

- Kirche Nativité de Notre-Dame